# Путана

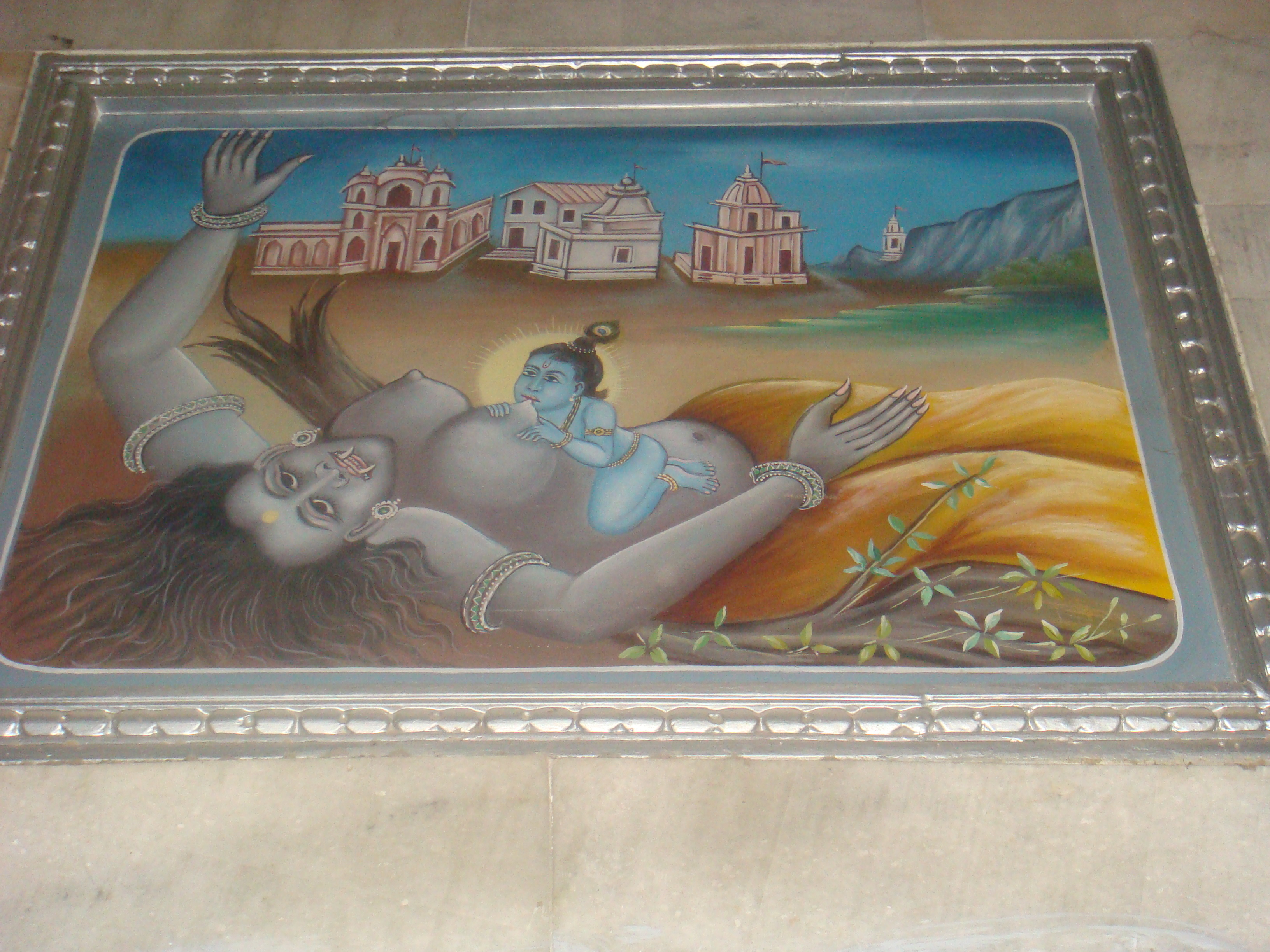
Путана и Кришна

Пу́тана (IAST: Pūtanā) — в индуистской мифологии ракшаси (демоница), дочь Бали, царя дайтьев. Путана пыталась умертвить Кришну, когда тот ещё был младенцем, кормя его обмазанной ядом грудью, однако Кришна вместе с молоком высосал её жизнь. История Путаны описывается в ряде индуистских текстов. В «Шальяпарве» Путана упомянута в списке из 92 матрик.

## Этимология
Слово pūtanā в переводе с санскрита означает «лишённая добродетели»: pūt означает добродетель и nā — нет. Согласно другой версии, слово pūtanā происходит от pūta (очищающий) и означает «та, что очищает». По мнению Герберта pūtanā происходит от слова put, которым в индуистской мифологии называют ад, связанный с родителями и детьми. Таким образом, согласно Герберту, основываясь на этимологии и упоминанием Путаны в числе матрик, Путана тесно связана с материнством. Уайт, в свою очередь, переводит путана как «вонючий», и указывает на его связь с пустульными экземами, появление которых является симптомом ветряной оспы. Путана — это также название оружия, атрибута богини оспы, Шиталы.

## Миф о Путане и Кришне и его вариации

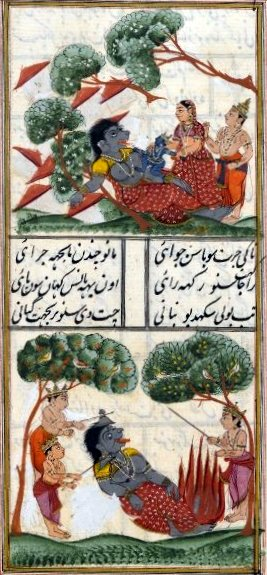
Вверху: Кришна убивает Путану. Внизу: Обитатели Браджа разрезают и сжигают тело Путаны.

История о Путане и Кришне описывается в ряде индуистских текстов: «Бхагавата-пуране», «Хариванше», «Брахмавайварта-пуране», «Вишну-пуране», «Гарга-самхите» и «Прем-сагаре».
Ракшаси Путана, «убийца младенцев», была подослана демоническим правителем Кансой с целью умертвить младенца Кришну. Приняв облик молодой и красивой женщины, Путана пришла в Гокулу, родную деревню Кришны. Сбитые с толку её красотой, гопы (пастухи) приняли её за проявление богини удачи Лакшми. Приёмная мать Кришны, Яшода, позволила Путане взять младенца к себе на руки и накормить его молоком со своей груди. Намереваясь убить Кришну, Путана предварительно смазала свои соски ядом. Однако Кришна, будучи Богом, знал о её намерениях. Он крепко присосался к груди демоницы и вместе с молоком высосал её жизнь, прану (в прошлой жизни Вишну благословил Путану на то, что в своём следующем воплощении она встретит его в форме снизошедшей на землю аватары, но она забыла об этом благословении). Путана закричала от боли и начала просить Кришну смилостивиться над ней, но Кришна не внял её мольбам. Тогда Путана вскочила и попыталась убежать, но Кришна так и не отпустил её грудь. Испустив дух, она упала на землю, приняв свою настоящую, демоническую форму. Её тело было настолько огромным, что при падении завалило и превратило в пыль деревья на расстоянии в полтора десятка километров. Обитатели Браджа расчленили тело демоницы, закопали кости и стопы, а мясо и кожу сожгли на огромном костре, дым от которого источал приятный аромат. Это объясняется тем, что накормив Кришну, Путана очистилась от всех грехов и обрела освобождение. Также, наряду с Яшодой, она стала приёмной матерью Кришны.
Согласно некоторым, более ранним, версиям мифа, Путана смазала соски не ядом, а одурманивающим средством. Также существует версия, согласно которой само её молоко было ядовитым. В других источниках описывается, что Путана ночью, когда все спали, похитила младенца Кришну.
Самобытную интерпретацию истории Путаны и Кришны представил в своей серии «Кришнаватара» К. М. Мунши. Хотя Путана приходит в дом Нанды и Яшоды с намерением умертвить Кришну, при виде младенца её переполняет радость, в её сердце просыпается материнская любовь: «Возьми этого прекрасного мальчика и преслони его к твоей груди. Ты злобная и несчастная женщина. Никогда ранее ты не испытывала радости, радости, которая наполняет твои тело и ум неописуемым наслаждением». Преисполнившись блаженством, Путана забывает о том, что её грудь намазана ядом. Она берёт Кришну к себе на руки и начинает кормить его молоком. В этот момент она предаётся Кришне: «Я отдаю тебе всё, мой любимый ребёнок… Я твоя». В результате Путана очищается и Кришна дарует ей освобождение.